# منطقه حفاظت‌شده هفت‌شهیدان
منطقهٔ حفاظت‌شدهٔ هفت‌شهیدان یک منطقهٔ حفاظت‌شده با مساحت ۹۷۶۶ هکتار است که در استان خوزستان در ایران قرار دارد. این منطقهٔ حفاظت‌شده طبق مصوبهٔ شمارهٔ ۶۸۶ در تاریخ ۱۳۸۰/۷/۲۵ در فهرست مناطق تحت حفاظت سازمان محیط زیست ایران قرار گرفت.